# Mona de L'Hoest
La mona de L'Hoest (Allochrocebus lhoesti) o cercopitec de L'Hoest, és un mico que es troba a la part superior de l'est de la conca del Congo. Viu principalment a les zones boscoses de muntanya en grups dominats per femelles. Té el pelatge negre i es distingeix per una característica barba blanca. Aquesta espècie està protegida per la Convenció de Washington. S'inclou en el gènere Allochrocebus. Prèviament s'havia inclòs en el gènere dels cercopitecs.